# نوبوشيجي تابتا
نوبوشيجي تابتا (باليابانية: 田端 信成) (مواليد 9 أبريل 1989)، هو لاعب كرة قدم ياباني سابق كان يلعب كحارس مرمى.

## وصلات خارجية
- نوبوشيجي تابتا على موقع رابطة كرة القدم اليابانية للمحترفين (اليابانية)
- نوبوشيجي تابتا على موقع Soccerway.com (الإنجليزية)